# Gle Kutaran
Gle Kutaran är en kulle i Indonesien.   Den ligger i provinsen Aceh, i den västra delen av landet, 1 700 km nordväst om huvudstaden Jakarta. Toppen på Gle Kutaran är 179 meter över havet.
Terrängen runt Gle Kutaran är varierad, och sluttar norrut.  Trakten runt Gle Kutaran är nära nog obefolkad, med mindre än två invånare per kvadratkilometer. I omgivningarna runt Gle Kutaran växer i huvudsak städsegrön lövskog.